# Sean Bonniwell
Thomas Harvey "Sean" Bonniwell (16. srpna 1940 San José, Kalifornie – 20. prosince 2011 Visalia, Kalifornie) byl americký kytarista, zpěvák a skladatel, nejvíce známý jako člen garage rockové skupiny The Music Machine.